# Katedrála Saint-Nazaire (Béziers)

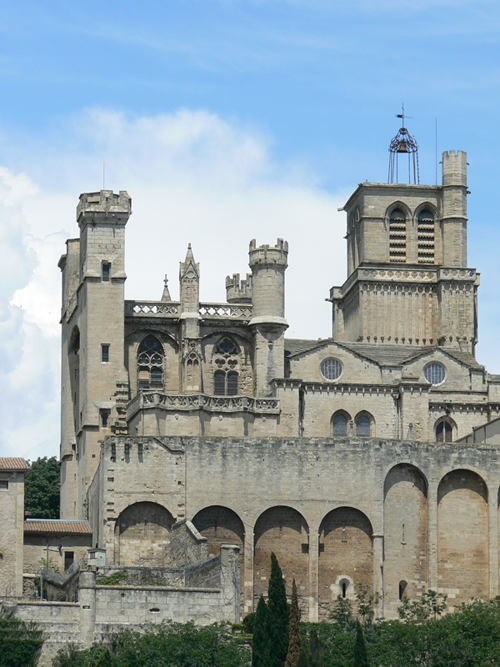
Boční pohled

Katedrála Saint-Nazaire (fr. Cathédrale Saint-Nazaire-et-Saint-Celse de Béziers) je římskokatolická katedrála v Béziers. Je považována za symbol města.

## Historie
První písemné zmínky o katedrále jsou z 8. století, kdy byla zřejmě na kopci postavena její románská podoba. Tato původní stavba společně s mnoha obyvateli města padla za oběť plamenům křížové výpravy 22. července 1209. Během 13. století byla na spáleništi a zčásti také na starém hřbitově v gotickém slohu postavena současná stavba s masivními věžemi a růžicovitým oknem.
Bývala sídlem biskupství. To bylo zrušeno a včleněno do montpellierské diecéze. Dnes patří město do Montpellierské arcidiecéze.